# Radnya
Radnya (en macédonien Радња) est un village du sud de la Macédoine du Nord, situé dans la municipalité de Kavadartsi. Le village ne comptait aucun habitant en 2002. 